# Omar O'Grady
Omar Grant O’Grady (Natal, 18 de fevereiro de 1894 — Rio de Janeiro, 31 de outubro de 1985) foi um engenheiro e político brasileiro, que foi prefeito de Natal, capital do estado do Rio Grande do Norte, nos anos de 1924 a 1930.

## Vida
Omar O'Grady era filho de Alexander James O’Grady, um imigrante canadense descendente de irlandeses, e de Estefânia Alzira Moreira O’Grady, que era potiguar. Ainda em Natal, fez os estudos primários, e posteriormente, os estudos preparatórios no Atheneu Norte-Riograndense. Após isso, mudou-se para Chicago, nos Estados Unidos, para cursar engenharia no Illinois Institute of Technology (Instituto de Tecnologia de Illinois). Tendo se formado em 1917, ainda trabalhou nos Estados Unidos por dois anos. O'Grady retornou ao Brasil em 1920, onde passou a trabalhar na Inspetoria Federal de Obras Contra as Secas, atual Departamento Nacional de Obras Contra as Secas.

## Carreira
Quando retornou a Natal, O'Grady recebeu um convite, em 1924, de Manoel Dantas, pai de sua esposa Isabel Dantas e então chefe da Intendência Municipal de Natal (denominação antiga da prefeitura de Natal), para auxiliá-lo nos cargos de intendente municipal. Em junho do mesmo ano, porém, Manoel Dantas faleceu, deixando vazio o cargo de intendente municipal. Substituindo-o, Omar O'Grady foi nomeado intendente de Natal, assumindo o governo ainda em junho de 1924.

### O mandato na Intendência
Omar O'Grady governou com um estilo "americanizado", oriundo principalmente de sua formação técnica no Illinois Institute of Technology. Isso pôde ser visto, basicamente, em suas intenções de modernizar a cidade de Natal, como a contratação de Giácomo Palumbo, um arquiteto italiano, para elaborar o Plano Geral de Sistematização de Natal, cujo principal objetivo era estruturar a cidade para acomodar uma população de cem mil habitantes, número este que foi alcançado apenas em 1950.
Outro grande destaque em seu governo foi a tentativa de controlar totalmente o espaço da cidade. Isso pôde ser feito impondo a todas as atividades restrições e regulamentações, com o objetivo de que houvesse sempre necessidade de a Intendência conceder licenças para tais atividades. Defendeu também a "limpeza social", sempre prezando pela eliminação da pobreza visível, caracterizada pelos mendigos, e a limpeza urbana, de modo a tornar a cidade "limpa" e bela. Deu importância também às vias urbanas, permitindo o desenvolvimento na cidade também do uso dos automóveis.
Seguindo esse modelo de modernização, algumas realizações localizadas do governo de Omar O'Grady foram o calçamento da então Avenida Junqueira Ayres, localizada na ladeira que, na época, era a única forma de transitar entre o bairro da Cidade Alta e o da Ribeira, os dois primeiros a surgir em Natal; a reforma do Cais Tavares de Lira (antigo Cais 10 de Junho, localizado na Ribeira, às margens do Rio Potenji); o calçamento e o embelezamento da Praça Augusto Severo, localizada também na Ribeira; e a realização de reforma igual na Avenida Getúlio Vargas (à época, chamada Avenida Atlântica). Tais obras traziam uma possibilidade de progresso baseada, sobretudo, na pavimentação dos logradouros de Natal.
Não foi apenas com o calçamento e o aprimoramento de ruas e praças, porém, que O'Grady pôs em prática os projetos de modernização. Sob a liderança do engenheiro Henrique Novaes, foi criada a Comissão de Saneamento de Natal, com o grande objetivo de planejar o abastecimento de água na cidade. A fonte de água tida em mente pela comissão era a lagoa do Jiqui, localizada em Parnamirim, aproximadamente 13 km ao sul de Natal, lagoa esta que, por sua vez, é alimentada pelas águas do Rio Pitimbu e dos lençóis freáticos da região.

### O prolongamento do mandato e o Plano Geral de Sistematização
Em 1929, o então governador do Rio Grande do Norte, Juvenal Lamartine, renovou o mandato de Omar O'Grady já como prefeito de Natal. Neste segundo governo O'Grady, o grande destaque foi a realização final entre os processos de modernização, a colocação em prática do Plano Geral de Sistematização de Natal, elaborado pelo arquiteto italiano Giácomo Palumbo. 
A partir desse plano de sistematização, foram feitas inovações no modo como se administrava a cidade de Natal, inovações estas que eram características principalmente do recente urbanismo moderno. As principais delas foram: a grande divisão da cidade em zonas, para melhor administração, o que consistiu em dividir seu espaço e sua sociedade; o proposta de criação de uma comissão para pôr o plano em prática, fazendo assim com que o mesmo permanecesse sempre em prática, sem a interferência das trocas de governos; permissão da interferência do povo na organização da cidade, ainda que restrita; o prosseguimento das reformas no sistema de transporte automobilístico, novamente com a intenção de melhorar o trânsito na região de ligação entre os bairros da Cidade Alta e o da Ribeira, os dois mais antigos de Natal; e uma preocupação também importante: a de fazer com que o próprio Plano Geral de Sistematização tivesse de fato possibilidades de ser posto em prática. Esta última foi pretexto para a criação, já em junho de 1930, de uma Taxa de Benefício para o Plano.

### O fim do governo O'Grady
Em 8 de outubro de 1930, como parte do processo da Revolução de 1930, foi lançado no Rio Grande do Norte um decreto que destituía de seus mandatos todos os prefeitos e intendentes do estado. Era o fim do governo de Omar O'Grady em Natal.

## Trabalho no Rotary Club de Natal
Em 10 de março de 1936, Omar O'Grady, com outras dezesseis pessoas, fundou o Rotary Club de Natal, primeiro Rotary Club no Rio Grande do Norte. Omar O'Grady tornou-se, então, o primeiro presidente do Rotary Club de Natal, e um de seus dezessete sócios fundadores. Foi presidente do Rotary Club de Fortaleza.

## Morte
Omar Grant O'Grady faleceu em 31 de outubro de 1985, na cidade do Rio de Janeiro. A missa de sétimo dia em sua memória ocorreu aos 6 de novembro do mesmo ano, na Paróquia Nossa Senhora de Copacabana.